# Principe de légalité en droit pénal français
Pour un article plus général, voir Principe de légalité en droit pénal.
Ne doit pas être confondu avec Principe de légalité en droit administratif français.
En droit pénal, le principe de légalité des délits et des peines dispose qu'on ne peut être condamné pénalement qu'en vertu d'un texte pénal précis et clair (en latin, Nullum crimen, nulla pœna sine lege, c'est-à-dire « [il n'y a] aucun crime, aucune peine, sans loi »). Ce principe a été notamment développé par le pénaliste italien Cesare Beccaria au XVIIIe siècle.
On y associe généralement les principes de non-rétroactivité de la loi pénale plus sévère et de rétroactivité de la loi pénale moins sévère, et le principe d'application stricte de la loi pénale.

## Histoire et contenu du principe

### Origine historique
Le principe de légalité des peines et délits est appliqué probablement depuis des temps anciens. Il n’a cependant été identifié et conceptualisé qu’au Siècle des Lumières ; il est généralement attribué à Cesare Beccaria mais Montesquieu, dès 1748, indique dans L'Esprit des lois (livre XI, ch. VI, De la Constitution d'Angleterre) que "les juges de la Nation ne sont que la bouche qui prononce les paroles de la loi".
Il figure notamment à l'article 8 de la Déclaration des droits de l'homme et du citoyen : il revêt donc une valeur constitutionnelle, rappelée à plusieurs reprises par le Conseil constitutionnel, comme le 20 janvier 1981 concernant la loi Sécurité et liberté.
Le principe de légalité est initialement compris comme une garantie contre l’arbitraire du pouvoir judiciaire : « Dieu nous garde de l’équité des parlements » (étant entendu qu'à l'époque, les parlements étaient des organes juridictionnels). Ce principe est affirmé lors de la Révolution en France.
Le principe de légalité donne le pouvoir de définir les éléments des infractions et de fixer les peines au parlement. Cette attribution correspond à la foi parlementariste des révolutionnaires : le parlement, exprimant la volonté générale, ne peut mal faire ; c’est à lui que doit être confiée la sauvegarde des libertés. Cette vision diffère beaucoup de l’approche anglo-saxonne, et plus particulièrement nord-américaine, dans laquelle le juge est perçu comme le protecteur des citoyens contre le pouvoir étatique et ses dérives tyranniques.

### Évolution du principe en France: de la légalité formelle à la légalité matérielle

#### Définition formelle: la compétence du Parlement
La première définition de la légalité est donc une définition formelle : le droit pénal doit émaner du parlement.
Ce principe peut être appelé principe de textualité depuis que la constitution de 1958 a attribué une compétence pénale au pouvoir exécutif. Le principe de légalité formelle interdit bien sûr au juge d’inventer une infraction ou d’en étendre le champ d’application : cf. Crim., 3 juin 2004 qui casse l’arrêt appliquant l’abus de bien sociaux, ne concernant que les dirigeants de certaines sociétés, au dirigeant d’une société étrangère.
Ce principe de légalité formelle interdit au législateur de renvoyer au pouvoir réglementaire la définition d’une infraction ou d’une peine. Ainsi, dans sa décision sur la loi RESEDA en 1998, le Conseil constitutionnel a censuré la disposition qui prévoyait que ne pourraient être poursuivies pour aide au séjour d’étrangers en situation irrégulière les associations humanitaires figurant sur une liste dressée par le ministre de l’Intérieur. En effet, cette disposition faisait dépendre l’application de la loi pénale d’une décision du pouvoir exécutif. Cette disposition n’était pourtant pas liberticide, au contraire : le résultat de cette censure a été l’absence d’immunité pénale pour les associations. Cependant, dans sa décision sur la loi « Perben II », le Conseil a, par une réserve d’interprétation, exclu les associations humanitaires d’aide aux étrangers du champ d’application du délit de bande organisée.
Le principe de légalité formelle n’a pu être repris dans la Convention européenne des droits de l'homme : il est incompatible avec les systèmes de common law. C’est pourquoi l’article 7 de la Convention pose un principe de « juridicité » : l’infraction doit être prévue par le droit pénal en vigueur au moment des faits.

#### Définition matérielle: la prévisibilité
Ce n’est pas tant l’existence de la loi qui intéresse la Cour européenne des droits de l'homme que la sécurité juridique du justiciable. Le droit pénal doit être accessible et prévisible, comme le soulignait déjà Portalis au début du XIXe siècle : « Le législateur ne doit point frapper sans avertir : s’il en était autrement, la loi, contre son objet essentiel, ne se proposerait donc pas de rendre les hommes meilleurs, mais seulement de les rendre plus malheureux. » Ces « qualités » de la loi pénale ont été dégagées par la Cour dans son arrêt Sunday Times c/ Royaume-Uni de 1979. Le Conseil constitutionnel a repris l’exigence de prévisibilité, qui impose une certaine précision de la loi pénale, dans sa décision du 18 janvier 1985 (censure du délit de malversation - faute de définition de la malversation). 
- La prévisibilité de la loi pénale a été précisée dans l’arrêt Cantoni c/ France de 1996[2].

M. Cantoni était poursuivi par l’État français pour exercice illégal de l’activité de pharmacien. Il se prévaut devant la Cour du manque de clarté de la définition française du médicament, qui violerait selon lui l’article 7 de la Convention EDH.
La Cour européenne se montre alors très souple dans son appréciation du respect de la prévisibilité pénale : la loi est nécessairement générale et abstraite, elle comporte donc nécessairement une certaine imprécision. La notion de « droit » de l’article 7 englobe le droit d’origine tant législative que prétorienne, et implique des conditions qualitatives, entre autres celles d’accessibilité et de prévisibilité (§ 29). La portée de la notion de prévisibilité dépend du contexte et des destinataires ; la prévisibilité de la loi ne s’oppose pas à ce que la personne concernée soit amenée à recourir à des conseils éclairés pour évaluer, à un degré raisonnable dans les circonstances de la cause, les conséquences pouvant résulter d’un acte déterminé. Il en va ainsi spécialement des professionnels (…).
On s’aperçoit que la Cour européenne n’est pas très exigeante en ce qui concerne la prévisibilité du droit pénal, qui semble pourtant constituer un élément clef de la protection des citoyens contre l’arbitraire de l’État.
L’intégration de la jurisprudence dans les critères déterminant la prévisibilité de la norme pénale a été adoptée par le Conseil constitutionnel dans sa décision du 2 mars 2004 (« Perben II ») : le Conseil considère que la notion de « bande organisée » est suffisamment précise pour respecter le principe de légalité, dans la mesure où elle a été définie par la jurisprudence passée avec une grande précision.
Cette décision marque une évolution importante de la pensée juridique française, car elle pourrait mettre fin au dogme selon lequel le juge pénal ne fait qu’appliquer la loi, en reconnaissant officiellement son pouvoir normatif : le Conseil semble bien intégrer dans la définition légale les éléments dégagés par les juges.
- La Cour de cassation, qui respecte la Convention européenne, a utilisé les critères de qualité de la loi, notamment pour refuser d’appliquer le délit de publications des « circonstances » de certains crimes ou délits, à la suite de la parution des photos des victimes de l’attentat du RER Saint-Michel (Crim., 20 février 2001). En effet, le terme « circonstances » est trop imprécis pour que la loi soit prévisible. La loi du 15 juin 2000 a modifié cette incrimination, mais n’a pas précisé la définition des « circonstances » : la solution doit rester valable.

Le principe de légalité, formel ou matériel, ne serait rien sans ses corollaires : le principe d’interprétation stricte et la non-rétroactivité pénale. En effet, où serait la sécurité juridique si des lois, votées par le parlement et précises, venaient régir des situations antérieures à leur publication ou étaient étendues par les juges à des cas qu’elles ne visent pas ?

## Protection du principe de légalité en matière pénale

### Protections internationales
Le principe de légalité s'est répandu et a fait l'objet d'une certaine reconnaissance au niveau international, avec une sanction juridique plus ou moins efficace.

#### Organisation des Nations unies
Le principe est exposé à l'article 11, alinéa 2 de la Déclaration universelle des droits de l'homme de 1948 :

« Nul ne sera condamné pour des actions ou omissions qui, au moment où elles ont été commises, ne constituaient pas un acte délictueux d'après le droit national ou international. De même, il ne sera infligé aucune peine plus forte que celle qui était applicable au moment où l'acte délictueux a été commis. »

Cependant, il ne s'agit pas d'un texte contraignant juridiquement : il n'est pas donc pas invocable devant les juridictions, nationales ou internationales, des États qui ont signé la Déclaration universelle. Ce n'est pas le cas du Pacte international relatif aux droits civils et politiques.

« Nul ne sera condamné pour des actions ou des omissions qui ne constituaient pas un acte délictueux d'après le droit national ou international au moment où elles ont été commises. »

Cependant, cet instrument juridique laisse une place très large à l'interprétation du juge national, et le Comité des droits de l'homme, sous l'égide de l'ONU, n'est pas reconnu comme une juridiction dont les décisions auraient une force obligatoire contraignante pour les États. L'interprétation de ce pacte, et donc du principe de légalité tel qu'il y est consacré, est donc fonction de l'interprétation du juge national, dans le cas des États qui en sont signataires.

#### Convention européenne de sauvegarde des droits de l'homme et des libertés fondamentales
La Convention est le seul traité international relatif aux droits de l'homme dont l'effectivité soit juridiquement garantie par une juridiction autonome, la Cour européenne des droits de l'homme. L'article 7, §1 de la Convention énonce ainsi le principe de la légalité en matière pénale : 

« Nul ne peut être condamné pour une action ou une omission qui, au moment où elle a été commise, ne constituait pas une infraction d'après le droit national ou international. »

— Convention européenne des droits de l'homme, article 7 § 1
Cette disposition fait référence au « droit national » plutôt qu'à la « loi nationale » (dans un sens formel et strict), pour être notamment compatible avec les systèmes de common law. La Cour européenne des droits de l'homme n'est compétente que si le juge national s'est déjà exprimé auparavant : elle peut toutefois avoir une interprétation autonome de la Convention et, notamment, déterminer ce qu'elle retient comme étant une matière pénale. Le juge européen pourra de lui-même qualifier une matière de pénale au vu de la nature de la sanction ou de sa gravité. Ainsi, dans des pays connaissant une dualité des ordres de juridictions, comme en France, des autorités administratives qui seraient habilitées par le législateur à délivrer des sanctions administratives peuvent se voir appliquer l'article 7.
Cependant, la Convention émet une réserve, s'agissant notamment des crimes contre l'humanité.

« Le présent article ne portera pas atteinte au jugement et à la punition d’une personne coupable d’une action ou d’une omission qui, au moment où elle a été commise, était criminelle d’après les principes généraux de droit reconnus par les nations civilisées. »

En effet, au moment où ils ont été commis, de tels crimes n'étaient pas interdits par un texte pénal. La nécessité de réprimer les auteurs de tels crimes s'est donc fait au nom du respect des « principes généraux de droit reconnus par les nations civilisées ». Il s'agit donc d'un tempérament apporté au principe de légalité posé par la Convention.

### Protection nationale
À côté d'une consécration internationale, les diverses législations nationales ont eu à reconnaitre le principe de légalité des délits et des peines.

#### Statut constitutionnel
Le principe de légalité peut avoir une valeur constitutionnelle.

En France, l'article 8 de la Déclaration des droits de l'homme et du citoyen (reconnue dans le préambule de la Constitution de 1958 et dotée avec lui de la valeur constitutionnelle par la décision Liberté d'association du Conseil constitutionnel en 1971) dispose :

« Nul ne peut être puni qu'en vertu d'une loi établie et promulguée antérieurement au délit, et légalement appliquée. »

Le Conseil constitutionnel précise qu'il résulte de ces dispositions l'obligation pour le législateur de définir les infractions en termes suffisamment clairs et précis pour exclure l'arbitraire.
L'application législative du principe se situe à l'article 111-3 du Code Pénal qui précise : 

« Nul ne peut être puni pour un crime ou pour un délit dont les éléments ne sont pas définis par la loi, ou pour une contravention dont les éléments ne sont pas définis par le règlement. »

« Nul ne peut être puni d'une peine qui n'est pas prévue par la loi, si l'infraction est un crime ou un délit, ou par le règlement, si l'infraction est une contravention. »

Ainsi, en droit français, seuls le crime et le délit sont obligatoirement définis par la loi : les textes d'incrimination ou de pénalité d'une contravention doivent être définis en matière réglementaire. Cependant, le Conseil constitutionnel a imposé que toute peine privative de liberté soit auparavant définie par la loi : le pouvoir réglementaire n'a donc que le pouvoir de pénaliser un comportement répréhensible et de déterminer la sanction applicable mais n'a pas de compétence autonome pour créer une nouvelle sanction. Le droit pénal français fait preuve d'une grande considération pour le principe de légalité criminelle afin d'assurer une certaine sécurité juridique à l'égard des justiciables. En effet, le principe de légalité est le corollaire du principe de prévisibilité, qui règne également en droit pénal positif français, de sorte que toute personne puisse avoir connaissance de ses droits mais aussi de ses interdits à peine de répression.

## Corollaires en France

### Premier corollaire de la légalité: interprétation stricte de la norme pénale
Article 111-4 du Code pénal : « La loi pénale est d’interprétation stricte »
- L’interprétation stricte peut se définir comme « Rien que la loi pénale mais toute la loi pénale ».

Le principe de l’interprétation stricte s’oppose à l’interprétation analogique (qui consiste à étendre une règle de droit d’une situation prévue par elle à une situation voisine). Il s’oppose également à l’interprétation restrictive (qui ferait échapper à la loi pénale des cas pourtant prévus par le législateur). La prohibition de ces deux modes d’interprétation n’est pas comparable : l’interprétation analogique viole ouvertement la prévisibilité de la loi pénale et la sécurité juridique ; l’interprétation restrictive ne contrarie que la séparation des pouvoirs, dans un sens favorable aux intérêts de la personne poursuivie. Cependant, comme l’a fait remarquer la Cour européenne dans l’arrêt Cantoni précité, une loi est nécessairement imprécise et son contenu exact doit être déterminé par le juge. Le juge pénal possède donc un pouvoir d’interprétation mais cette interprétation doit être stricte, c'est-à-dire s’en tenir au texte et aux conséquences qu’une personne moyennement informée peut en déduire, sans quoi il viole le principe de prévisibilité.
- La détermination de l’étendue du pouvoir d’interprétation du juge est délicate.

Il est par exemple admis que, face à un texte clair et précis, le juge est lié par la lettre du texte et qu’il peut se référer à la volonté du législateur lorsque le texte manque de précision.
Un célèbre décret de 1917 interdisait aux voyageurs de « descendre des trains ailleurs que dans les gares et lorsque le train est complètement arrêté », ce qui, littéralement, obligeait les voyageurs à sauter du train en marche. Par arrêt du 8 mars 1930, la Cour de cassation a approuvé la condamnation d’un voyageur qui était descendu d’un train en marche, considérant qu’il fallait redonner au texte son sens évident. Il s’agit d’une interprétation téléologique, stricte, d’un texte pourtant clair et précis.
L’interprétation stricte a imposé la création du délit de filouterie, qui consiste à se faire servir une prestation (aliments, carburant) en ayant l’intention de ne pas la régler : en effet, la soustraction n’est pas frauduleuse puisqu’il y a remise volontaire de la chose par le propriétaire, sans manœuvres constitutives d’escroquerie. Elle a également imposé la création de l’abus de biens sociaux, après le scandale « Stavisky » qui, dans les années 1920-30, a montré les limites de l’incrimination d’abus de confiance.
- La limitation du pouvoir d’interprétation du juge pose problème face au progrès technique (des situations non prévues par le législateur pouvant apparaître).

La question s’est ainsi posée de savoir si la soustraction frauduleuse d’électricité était un vol au sens du Code pénal, c'est-à-dire la soustraction frauduleuse de la chose d’autrui. Par arrêt en date du 3 août 1912, la Cour de cassation a considéré que l’électricité est bien une chose susceptible d’appréhension et pouvant dès lors faire l’objet d’un vol. Cette interprétation était très contestable dans la mesure où l’électricité n’a aucune matérialité et qu’il est admis que le vol ne peut concerner que des meubles corporels. La Cour de cassation a été démentie dans son analyse par le nouveau Code pénal, 80 ans plus tard, qui a ajouté, après l’article 311-1 sur le vol, un article 311-2 qui expose que la soustraction frauduleuse d’énergie est assimilée au vol - ce qui signifie bien qu’elle n’en est pas un.
La question du vol d’information a renouvelé ce débat avec le développement de l’informatique. La Cour de cassation a rendu un arrêt de principe, le 8 janvier 1979, dans une affaire de vol par photocopie (arrêt LogAbax). Dans cette affaire, un salarié était poursuivi pour vol de documents appartenant à son employeur, auxquels il avait normalement accès dans le cadre de son emploi. Il avait simplement réalisé des photocopies des documents, sans emporter les originaux. La Cour considère qu’au moment où le salarié photocopie les documents, contre l’intérêt de son employeur, il se comporte comme le propriétaire de ces documents, et qu’il y a donc soustraction juridique (à défaut de soustraction matérielle). La solution a été appliquée à la copie de documents présents sur une disquette.
Le vol d’information est appréhendé par le biais de la soustraction du support des informations, artifice juridique d’autant plus contestable que les faits correspondent en réalité à l’infraction d’abus de confiance.
La chambre criminelle s’est encore fait remarquer par une interprétation très contestable de l’incrimination de viol, le 16 décembre 1997 : l’article 222-23 incrimine comme viol « tout acte de pénétration sexuelle commis sur la personne d’autrui par violence ». Sans doute dans un souci d’égalité des sexes, la Cour a considéré dans cet arrêt que l’incrimination de viol pouvait être retenue dès lors qu’une pénétration sexuelle était imposée, qu’il s’agisse de la pénétration de la victime par l’agresseur ou de l’inverse. Cette interprétation, manifestement contraire à l’article 222-23 qui vise la pénétration d’autrui, a été abandonnée dès 1998.
Une application retentissante du principe de l’interprétation stricte a été faite le 30 juin 1999 par la Cour de cassation, refusant d’appliquer l’infraction d’homicide involontaire à l’enfant à naître. La jurisprudence antérieure des juges du fond était contradictoire mais semblait dégager un critère, à savoir la viabilité du fœtus. Cette jurisprudence a été confirmée par l’assemblée plénière de la Cour de cassation qui, le 29 juin 2001, a précisé que « la protection de l’enfant à naître relève de textes particuliers sur l’embryon ou le fœtus ». Jurisprudence appliquée, a contrario, le 2 décembre 2003, par la condamnation de l’auteur de l’homicide lorsque l’enfant a vécu une heure après sa naissance.
Il est à relever les arrêts refusant la condamnation de l’auteur de l’interruption involontaire de grossesse étaient rendus par cassation sans renvoi ; un dernier arrêt, du 4 mai 2004, pose le principe selon lequel « l’enfant n’étant pas né vivant, les faits ne sont susceptibles d’aucune qualification pénale » - cependant, si l’enfant n’est pas considéré comme une personne protégée par le Code pénal, la mère pourrait avoir victime d’une infraction de violence involontaire. Certains y voient une volonté de couper court à tout débat, au risque supposé de violer les droits de la mère, ce qui indiquerait des décisions plus politiques que juridiques.
Le principe d’interprétation stricte, corollaire du principe de légalité, a pour objet de protéger l’individu contre l’arbitraire et l’imprévisible : il ne s’applique pas aux interprétations favorables aux personnes mises en examen.

### Deuxième corollaire du principe de légalité: application de la loi pénale dans le temps
Les règles générales d’entrée en vigueur des lois figurent à l’article 1er du Code civil : jusqu’au 1er juin 2004, cet article disposait : 

« La promulgation faite par le Roi sera réputée connue dans le département de la résidence royale un jour après celui de la promulgation ; et dans chacun des autres départements, après l’expiration du même délai, augmenté d’autant de jours qu’il y aura de fois 10 myriamètres (environ 20 lieues anciennes) entre la ville où la promulgation en aura été faite, et le chef-lieu de chaque département. »

Cette règle était contrariée par un décret du Gouvernement de la défense nationale à Paris, en date du 5 novembre 1870, qui prévoyait que les lois deviennent obligatoires à Paris un jour franc après promulgation, et partout ailleurs un jour franc après que le JO est parvenu au chef-lieu de l’arrondissement.
Depuis le 1er juin 2004, les règles sur la publication électronique des lois ont modifié l’article 1er du Code civil : sauf disposition spéciale contraire, la loi entre en vigueur le lendemain de sa publication au JO.
La date d’entrée en vigueur étant établie, se pose la question, en droit pénal, de savoir quels faits peuvent être régis par la nouvelle loi.

#### Non-rétroactivitéde la loi pénale plus sévère
En droit civil, on considère que les situations contractuelles sont régies par la loi en vigueur le jour de la conclusion du contrat, à l'exception des lois d'ordre public, d'application immédiate, tandis qu'en matière délictuelle on applique la loi en vigueur au jour du procès : c’est le principe d’application immédiate, qui avoisine à la rétroactivité. Le refus de toute rétroactivité en droit pénal est une exigence fondamentale des systèmes judiciaires modernes. Cette non-rétroactivité figure en bonne place dans la Déclaration des droits de l'homme et du citoyen :

« Nul ne peut être puni qu’en vertu d’une loi établie et promulguée antérieurement au délit. »

— Article 8
Elle est reprise par Portalis : « La loi qui sert de titre à l’accusation doit être antérieure à l’action pour laquelle on accuse ». La Cour de cassation a eu l’occasion d’appliquer ce principe dans des conditions contestées, le 17 juin 2003 : la qualification de « crime contre l'humanité» n’existant pas à l’époque des faits, les crimes de torture commis pendant la guerre d’Algérie bénéficient de l’amnistie du 31 juillet 1968. Cette application est contestée au motif que l’hypothèse du crime contre l’humanité serait précisément visée par la Convention européenne comme l’une des exceptions au principe de non-rétroactivité et parce que les règles, notamment d’imprescriptibilité, qui y sont attachées visent précisément à la poursuite des faits passés. La Cour de cassation avait admis la rétroactivité de l’imprescriptibilité de ces crimes dans l’affaire Klaus Barbie jugée le 26 janvier 1984.

##### Règle de fond et non de procédure
Le droit pénal de fond fixe les limites de la liberté individuelle (il est donc essentiel que chaque citoyen puisse, à tout moment, connaître les limites de sa liberté sans être par la suite surpris dans ses prévisions par une loi rétroactive). Au contraire, il n’existe pas de droit à une procédure et l’État est, en principe, libre de fixer les règles de fonctionnement du système judiciaire. Le principe de non-rétroactivité pénale, découlant du principe de légalité, a vocation à s’appliquer à toutes les nouvelles lois. Il n’est cependant impératif que pour les lois défavorables à l’accusé, comme on l’a déjà expliqué à propos de l’interprétation stricte. En outre, un principe concurrent s’applique aux lois pénales plus douces : le principe de rétroactivité in mitius, corollaire du principe de nécessité des délits et des peines.

#### Rétroactivité des lois nouvelles plus douces ou rétroactivitéin mitius
Le principe de nécessité figure à l’article 8 de la Déclaration de 1789 :

« La loi ne doit établir que des peines strictement et évidemment nécessaires. »

Le Conseil constitutionnel exerce en cette matière un contrôle limité à l’erreur manifeste d’appréciation. Il a ainsi censuré, le 3 septembre 1986, la loi qui assimilait l’aide au séjour d’étrangers en situation irrégulière à des actes de terrorisme.
Le principe de nécessité impose l’application rétroactive des lois plus douces. Comment en effet prétendre qu’il est nécessaire d’appliquer une peine à tel acte alors que cet acte n’est plus considéré aujourd’hui comme troublant l’ordre social ? En principe, cette rétroactivité entraîne l’application immédiate de la nouvelle loi aux infractions non encore définitivement jugées. Cette application peut même être un motif d’annulation pour la Cour de cassation (Crim., 6 janvier 2004 : la loi du 26 novembre 2003 interdit de prononcer la peine d’interdiction du territoire français aux étrangers venant en France pour des motifs médicaux). En ce qui concerne les infractions définitivement jugées, en principe l’intervention d’une nouvelle loi plus douce n’est pas un motif de révision du procès. Pourtant, l’article 112-4 du Code pénal prévoit qu’en cas de disparition de l’incrimination, la peine cesse de recevoir exécution (sans que le principe de la condamnation disparaisse). Cet article est encore une application du principe de nécessité des peines. On peut se demander si ce mécanisme ne devrait pas également s’appliquer en cas de diminution du maximum légal : la personne condamnée à une peine supérieure au nouveau maximum ne purge-t-elle pas une peine non nécessaire ?

#### Application immédiate de la loi pénale de forme aux procédures en cours
Est définie comme loi pénale de forme celle qui s'intéresse non pas à un quelconque fond d'infraction mais à la consécration d'effets procurés par une loi pénale de fond qui attribue et punit telle ou telle infraction. Un exemple de loi pénale de forme est celle relative à la prescription (délai fixé par le législateur qui détermine le moment à partir duquel les effets contraignants d'une loi pénale commencent et se terminent). Depuis la loi Perben II, le principe de légalité criminelle énonce qu'une loi pénale de forme doit s'appliquer immédiatement aux procédures déjà engagées, que la loi pénale concernée soit plus douce ou plus sévère. En matière de prescription, il ne faut pas que cette même prescription soit acquise pour qu'un tel principe puisse s'appliquer.

#### Exceptions

##### Exceptions au principe de non rétroactivité
Des exceptions au principe de non-rétroactivité de la loi pénale sont admises, de façon contestée, par la Cour de cassation.
- Il s’agit, tout d’abord, des lois expressément rétroactives. Malgré les normes constitutionnelles et conventionnelles, la validité des lois expressément rétroactives est acceptée par la Cour de cassation, sauf s’il s’agit d’une immixtion dans un procès en cours, constitutive d’une rupture de l’égalité des armes et d’une violation de la séparation des pouvoirs.
- Il s’agit également des lois interprétatives. La loi interprétative ne vient pas modifier le droit mais s’incorpore à la loi interprétée et s’applique avec elle (Crim., 23 janvier 1989). Une partie de la doctrine conteste qu'une loi imprécise, puisqu’elle nécessite une interprétation législative contraire à l’article 7 de la Convention EDH, puisse ainsi s’appliquer en violation de la hiérarchie des normes.
- Le statut des revirements de jurisprudence est ambigu. En droit interne, il semble que les revirements soient rétroactifs[10]. Cette formule est susceptible de deux interprétations : soit la Cour nie l’existence de revirements, les qualifiant de « simple interprétation jurisprudentielle » pour se conformer au dogme de la légalité criminelle ; soit la Cour introduit une distinction entre la simple interprétation, non-rétroactive, et le véritable revirement, que l’on suppose rétroactif. Cette deuxième analyse permet de concilier la position française avec le droit européen : la Cour EDH a en effet admis la rétroactivité d’un revirement dès lors que ce revirement est prévisible (S.W. c/ R.U., 22 novembre 1995 : il s’agissait en l’espèce de la condamnation d’un mari pour le viol de son épouse. La Cour EDH applique de nouveau un critère matériel de prévisibilité du droit pénal, qui prime sur les considérations formelles).

Il existe également des exceptions au principe de rétroactivité in mitius.

##### Exceptions au principe de rétroactivité de la loi plus douce
La Cour de cassation a pu admettre qu’une loi pénale plus douce prévoie une dérogation à son application rétroactive. Par arrêt du 7 avril 2004, la Cour a refusé l’application rétroactive d’une norme moins sévère au motif que ce n’était pas le texte pénal qui avait été modifié, mais le code des marchés publics : les faits poursuivis n’étaient pourtant plus susceptibles de sanction pénale à l’époque où le juge a statué. 	

#### Difficultés de qualification
La rétroactivité ou non de la norme pénale dépend de son caractère plus sévère ou plus doux vis-à-vis de l’infracteur. Il arrive cependant que des lois soient à la fois plus sévère et plus douces (par exemple, en diminuant le maximum de la peine et en ajoutant des peines complémentaires ou en diminuant le champ d’application d’un texte et en aggravant la peine encourue). 	
La première question qui se pose alors au juge est le caractère divisible des dispositions en cause :
- Si la loi est divisible, seules les dispositions plus douces seront appliquées rétroactivement ;
- Si elle ne l’est pas, le juge pourra s’attacher à déterminer l’économie générale de la réforme ou désigner une disposition principale qui déterminera le régime de l’ensemble ;
- Le juge peut aussi s’attacher à apprécier le caractère plus sévère ou plus doux, non pas in abstracto, par l’étude du texte, mais in concreto, pour la personne concernée en l’espèce.

Si la situation de la personne n’est pas modifiée par la réforme, le nouveau texte lui sera en général appliqué (quoique le principe voudrait l’inverse). Par exemple, dans l’ancien code pénal, tous les homicides volontaires étaient punis de la prison à perpétuité ; dans le nouveau code, le meurtre est puni de 30 ans de prison et seule une cause d’aggravation fait encourir la réclusion à perpétuité ; des criminels ont tenté de se prévaloir de l’inexistence de circonstances aggravantes à l’époque de leur geste pour bénéficier de la loi nouvelle plus douce sur le meurtre et échapper aux circonstances aggravantes nouvelles ; le raisonnement a été rejeté par la Cour de cassation; au motif qu’avant comme après l’entrée en vigueur de la loi, l’auteur encourrait la prison à perpétuité.
L’application de ces principes peut avoir un effet paradoxal. 10 novembre 1998 : une aggravation de peine décidée par le législateur a abouti à une peine moindre pour l’accusé. Il s’agissait de viol aggravé en récidive :
- L’ancien code pénal punissait ce crime d’une peine de 20 à 40 ans de prison ;
- Le nouveau code punit ce crime de la prison à perpétuité, la peine à temps[11] maximum étant de 30 ans. La nouvelle loi étant plus sévère, c’est l’ancienne qui s’applique aux faits commis avant 1994 et jugés après ;
- La Cour d’assises avait donc condamné le criminel à une peine de 35 ans de prison. Cette condamnation avait eu lieu à la majorité simple ; une majorité de 8 voix étant nécessaire à l’application de la peine maximale ;
- La Cour de cassation casse cette décision car, en ce qui concerne les peines « à temps », la nouvelle loi est moins sévère, puisqu’elle prévoit un maximum de 30 ans. Le maximum applicable à cette infraction est donc de 30 ans, soit moins que l’ancien et que le nouveau maximum ;
- De plus, la peine n’ayant pas été votée à la majorité qualifiée, la Cour de cassation lui substitue une peine de 20 ans de prison. En effet, le code prévoit que lorsque le maximum est de 30 ans, si celui-ci n’est pas prononcé à la majorité de 8 voix, le maximum applicable à la majorité simple est de 20 ans de prison ;
- La peine appliquée correspond finalement à l’ancien minimum.

### Contrôle de légalité des normes pénales réglementaires
Toujours en application du principe de légalité (au sens formel cette fois), le juge pénal s’est vu reconnaître le droit de contrôler, par voie d’exception, la légalité des actes réglementaires lorsque la solution du procès pénal en dépend. 	 

### Troisième corollaire au principe de légalité: l'application de la loi pénale dans l'espace
Le droit pénal français ne peut pas se limiter qu'aux deux corollaires vus précédemment lorsqu'un élément étranger intervient lors de la commission de l'infraction. Pour résoudre ce genre de complexité internationale, le droit pénal français prévoit trois principes de reconnaissance juridique française de l'entité étrangère : 

#### Principe de personnalité
Il énonce que le droit et les tribunaux français sont compétents dès lors que l'auteur (personnalité active) ou la victime (personnalité passive) de l'infraction est de nationalité française.

#### Principe d'universalité
Ce principe concerne les infractions pénales à nature internationale les plus graves, comme le génocide, les crimes contre l'humanité ou les crimes de guerre. Il énonce que la gravité de l'infraction étant de nature à concerner non plus un État seul mais l'humanité entière, le droit pénal ainsi que les tribunaux compétents seront ceux du lieu de l'arrestation.

#### Principe de territorialité
Conformément à ce principe, la France est compétente pour se saisir de toute infraction commise sur le territoire de la République, soit l'Hexagone, les territoires d'outre-mer, ainsi que les espaces maritime et aérien qui en relèvent. La compétence de la France, en vertu de ce principe, se trouve engagée dès lors qu'un fait constitutif de l'infraction principale s'est produit sur le territoire français, même si cet élément est moindre (il a été question d'une affaire dans laquelle le seul élément constitutif de l'infraction étrangère fut un coup de téléphone passé en France). Sur ce fait précis, une partie de la doctrine dénonce les preuves d'un impérialisme du droit français. D'autre part, une coutume toujours en vigueur est que la France n'extrade pas ses nationaux, c'est-à-dire qu'elle n'accepte pas de livrer un de ses citoyens à un pays étranger, même si ce même citoyen vient de commettre une infraction à l'étranger et qu'il cherche à se réfugier en France (voir extradition).

#### Exceptions au principe de territorialité
Sur le plan de l'extradition, il existe certains cas où la France accepte de juger des réfugiés étrangers qui ont commis une infraction à l'étranger  
- En matière délictuelle, une réciprocité d'incrimination est exigée : le délinquant concerné doit avoir exécuté une infraction punie à la fois en France et dans le pays étranger dans lequel l'acte a été commis ; il doit également ne pas avoir déjà été jugé à l'étranger.
- En matière criminelle, la réciprocité d'incrimination n'est pas exigée. Le crime commis doit simplement être puni en France.
- Si la personne concernée arrive en France sans avoir exécuté sa peine dans le pays où elle a commis l'infraction, elle échappe à la répression (une partie de la doctrine critique cette "étrange conception de l'entraide judiciaire internationale").
- La France est compétente pour juger des étrangers ayant commis une infraction à l'étranger lorsqu'elle ne peut obtenir l'extradition de ces derniers.
- Elle peut également les juger si l'infraction commise implique une victime française.

Sur un plan d'ensemble, il existe d'autres exceptions au principe de territorialité telles que :
- l'immunité coutumière des diplomates étrangers, qui veut que certaines personnalités bénéficient d'une immunité diplomatique leur ôtant leur responsabilité pénale du fait de leur statut international (c'est le cas des ambassadeurs ou des consuls) ;
- Il en est de même des chefs d'État étrangers en exercice. Si l'un d'entre eux vient en France et commet une infraction, il échappe en principe à la répression. Si a contrario il est question d'un ancien chef d'État, sa responsabilité pénale se retrouve engagée.